# Praksitel
Praksitel (grčki: Praksitélēs) bio je grčki kipar iz 4. st. pr. Kr. Uz Skopasa i Lizipa bio je najznačajniji grčki kipar kasnoga klasičnog stila. Snažno je utjecao na helenističke kipare, ali i na neo-klasične kipare 19tog stoljeća.

## Djela
Razdoblje velike skulpture i finog kamena koji je karakteristična Fidijina umjetnost strogog grčkog kanona završilo se oko 410. pr. Kr. Tada nastupa vrijeme recesije i kopiranja do pojave posljednjeg velikog kipara klasike – Praksitela, i njegovog "lijepog stila" (oko 395. – 326. pr. Kr.). Mramorne kipove božanstava oblikovao je na poetski intiman način prepun mladenačke draži. Od kipova, koji su sačuvani samo kao rimske kopije, ističu se Apolon Saurokton i Afrodita Knidska.
Afrodita Knidska bila je prva grčka skulptura nage božice koja otkriva ljupkost i ljepotu ženskog tijela. Na njoj je jedan umjetnik po prvi puta pokušao poništiti krutost kamena kao materijala i ostvariti iluziju mekane i putene atmosfere. Skulpturu su naručili Atenjani, no bili su zgroženi njenom nagošću te su je odbili platiti. Objeručke su je prihvatili stanovnici otoka Knida za svoje svetište Afrodite. Od tada se smatra simbolom savršenstva ženskog tijela, a njena nagost govori o svojevrsnoj slobodi grčkih umjetnika koja nije ponovno dostignuta sve do visoke renesanse.
Praksitel je potpuno usavršio položaj tijela u kontrapostu što se najbolje vidi na njegovom jedinom sačuvanom originalu (ujedno najpotpunija grčka mramorna skulptura uopće, čak s tragovima izvorne boje) – Hermes s malim Dionizom. Hermes stoji prirodno opušten bez odjeće, a zbog nagnutosti lika na Dionizovo postolje njegovo tijelo se još više lomi u "S liniji"; površina tijela je urađena s krajnjom suptilnošću tako da jedva prepoznajemo mišiće u blagim udubljenjima i izbočenjima – skoro slikarski efekt.
U Praksitelovom duhu je i Apolon Belvederski, poznat samo iz rimskih kopija, koji ostvaruje savršenu ravnotežu pokreta i odvažnog držanja.

## Galerija
- Apolon Saurokton (ubojica guštera), rimska mramorna kopija prema Praksitelu, 1,49 m visoka. Louvre.
- Vrsta Knidske Afrodite iz Ludovisi kolekcije. Rimska mramorna kopija prema Praksitelovom originalu iz 4. st. pr. Kr. Nacionalni muzej, Rim.
- Glava Afrodite Knidske, mramor, 32,5 cm visoka. Louvre.
- Satir, rimska mramorna kopija prema Praksitelu, visna 1,71 m, Kapitolski muzej, Rim.
- Efeb Maratonski, oko 330-340., Praksitelova škola, 1,31 m visoka bronca, Arheološki muzej, Atena.
- Artemida s Gabiija, rimska mramorna kopija visoka 1,35 m, Louvre.
- Lucijski Apolon, rimska mramorna kopija, Kapitolski muzej, Rim.
- Satir koji sipa vodu, rimska kopija prema Preksitelu, 1,5 m mramor, Louvre.

## Poveznice
- Umjetnost stare Grčke
- Helenizam

## Vanjske poveznice
- 2007 Praxitèle: izložba 2007. u Louvre muzeju, katalog napisali Alain Pasquier i Jean-Luc Martinez.